# Horsens (municipio)
El municipio de Horsens es un municipio de Dinamarca en el este de la península de Jutlandia. Cuenta con una área de 542 km² y una población total de 83.598 habitantes (2012). Pertenece a la región de Jutlandia Central. Su capital administrativa y mayor localidad es la ciudad de Horsens.
Limita al este con Ikast-Brande y Silkeborg, al norte con Skanderborg, al sur con Hedensted, y al este con Odder y el fiordo de Horsens, el cual se abre hacia el Kattegat. La isla de Endelave, en el Kattegat, también pertenece a Horsens.
En el norte del municipio, al sur del lago llamado Mossø, se encuentra el segundo punto más alto de Dinamarca, el Yding Skovhøj (170,77 m snm).
El municipio de Horsens, con sus fronteras actuales, se estableció el 1 de enero de 2007, de acuerdo a una reforma municipal que entró en vigencia en Dinamarca. Su territorio actual comprende los antiguos municipios de Horsens, Brædstrup y Gedved. En Brædstrup, se celebró en 2005 un plebiscito en las parroquias de Sønder Vissing y Voerladegård para decidir entre unirse a Horsens o a Skanderborg. La primera votó mayoritariamente por Horsens y la segunda por Skanderborg. Ese mismo año, en el municipio de Nørre-Snede, la parroquia de Klovborg realizó su propio plebiscito para decidir si se integraba a Horsens o a Ikast-Brande; finalmente, la población prefirió unirse al segundo, junto al resto de Nørre-Snede. 

## Localidades
| Localidades más pobladas de Horsens |           |                  |
| Nº                                  | Localidad | Población (2012) |
| 1                                   | Horsens   | 54.450           |
| 2                                   | Brædstrup | 3.488            |
| 3                                   | Hovedgård | 2.162            |
| 4                                   | Egebjerg  | 2.119            |
| 5                                   | Østbirk   | 2.062            |
| 6                                   | Gedved    | 2.037            |
| 7                                   | Lund      | 1.829            |
| 8                                   | Hatting   | 1.557            |
| 9                                   | Søvind    | 1.058            |
| 10                                  | Nim       | 693              |